# Krzywki (obwód tarnopolski)
Krzywki (ukr. Кривки, Krywky) – wieś na Ukrainie w rejonie tarnopolskim należącym do obwodu tarnopolskiego.
Do 2020 w rejonie trembowelskim.